# Roy Campbell (Metal Gear)
Il colonnello Roy Campbell è un personaggio della serie di videogiochi Metal Gear, ideata da Hideo Kojima.

## Storia
Appare la prima volta in Metal Gear 2: Solid Snake, nel quale guida Snake nell'eliminazione di Big Boss e del Metal Gear D. Dirige nuovamente Snake in Metal Gear Solid, nel quale gli assegna gli obiettivi principali: salvare Kenneth Baker e Donald Anderson, tenuti in ostaggio, e sventare i piani dei terroristi. Ricorda il colonnello Trautman di Rambo, infatti viene più volte richiamato da Snake perché cerca di nascondere informazioni utili e avvenimenti infelici considerati top-secret, ma che potrebbero semplificare la missione. In uno dei due finali di Metal Gear Solid, Campbell rivela che la nipote Meryl è in realtà sua figlia, nata dalla relazione del colonnello con la moglie di suo fratello. Il suo intento era salvarla, per questo è stato costretto a ingannare Snake durante tutta la missione. Appare per la terza volta nell'episodio non canonico Metal Gear: Ghost Babel. Anche in questo caso dirige gli obiettivi di Solid Snake e sempre attraverso il Codec. In questo capitolo rivela di aver abbandonato l'esercito degli U.S.A. dopo aver scoperto di aver fatto eliminare un'unità combattente americana (la "Black Chamber").
Gli avvenimenti che seguirono alla sua nascita portarono il fratello del colonnello Matt Campbell a morire in azione militare (nella piccola repubblica di Eldera come narrato in uno degli Snake Tales di Metal Gear Solid 2: Substance). In Metal Gear Solid 2: Sons of Liberty Campbell guida Raiden nella Big Shell e gli affida il compito di salvare il presidente degli Stati Uniti e gli altri ostaggi e di disarmare i terroristi. Verso la fine del gioco tramite codec inizierà a comportarsi in maniera strana chiamando Raiden e dicendogli cose strane, frasi da lui dette in Metal Gear Solid, missioni di Special Missions e altre cose. Si scoprirà poi essere nient'altro che un'intelligenza artificiale creata dall'Arsenal Gear servendosi dei ricordi di Raiden e delle sue aspettative su di esso.
Campbell ritorna in Metal Gear Solid 4: Guns of the Patriots, dove incontra Snake per affidargli la sua nuova missione, eliminare Liquid. Inoltre, lo informa che questa direttiva non viene da Washington e nemmeno dalle Nazioni Unite, ma da lui stesso. È risposato con Rosemary, ex fidanzata di Raiden, ma tale particolare non si rivelerà altro che una messinscena facente parte del piano per annientare i Patriots. Lo si vede anche alla fine al matrimonio tra Meryl e Johnny.
In Metal Gear Solid 3: Snake Eater compare nel finale (dove parla dell'unità FOX al direttore della CIA), nelle schermate di game over se Naked Snake ha fatto morire Ocelot o EVA (avvisandolo che in quel modo creerà un paradosso temporale) e all'inizio del mini-gioco Serpente contro scimmia (nella versione Subsistence).
Il colonnello compare inoltre nel gioco Nintendo Super Smash Bros. Brawl, nel quale fornisce informazione sugli avversari a Solid Snake. È inoltre presente, da giovane, in Metal Gear Solid: Portable Ops. È l'unico sopravvissuto dei berretti verdi, una squadra che era impegnata ad indagare nel sito di un missile sovietico nella "Penisola de los Muertos" in Colombia. Anche lui venne imprigionato assieme a Big Boss ed è proprio nelle celle che i due fanno conoscenza. Essendosi fatto male ad una gamba Campbell non può camminare. I due decidono quindi di tenersi in contatto via Codec, attraverso il quale il futuro colonnello dà informazioni sulle missioni a Big Boss e lo guida durante il suo viaggio.